# ISD-Sport-Donetsk/2008
Deze pagina geeft een overzicht van de ISD-Sport-Donetsk wielerploeg in 2008.

## Algemeen
Sponsors: ISD (staalbedrijf)
Algemeen Manager: Bogdan Bondariev
Ploegleiders: Mykola Myrza, Kateryna Bezsoednaja, Joeri Zajats en Svetlana Rybnikova

## Renners
| Naam                 | Geboortedatum | Nationaliteit | Ploeg 2007   |
| -------------------- | ------------- | ------------- | ------------ |
| Joeri Agarkov        | 08-01-1987    | Oekraïne      |              |
| Yuri Golovsjenko     | 01-11-1988    | Oekraïne      | Neo          |
| Anatoliy Joegov      | 26-05-1986    | Oekraïne      | Neo          |
| Vitalij Kondroet     | 15-02-1984    | Oekraïne      |              |
| Denys Kostjoek       | 13-03-1982    | Oekraïne      | Intel-Action |
| Dmytro Kryvtsov      | 03-04-1985    | Oekraïne      |              |
| Oleksandr Martynenko | 22-07-1989    | Oekraïne      | Neo          |
| Rostislav Michajlov  | 11-04-1988    | Oekraïne      |              |
| Maxim Polisjoek      | 15-06-1984    | Oekraïne      |              |
| Vitalij Popkov       | 16-06-1983    | Oekraïne      |              |
| Volodimir Rybin      | 14-09-1980    | Oekraïne      |              |
| Oleksandr Sjejdyk    | 13-09-1980    | Oekraïne      | Neo          |
| Artem Toptsjanjoek   | 27-01-1989    | Oekraïne      | Neo          |
| Roman Tsjoechoelin   | 19-02-1989    | Oekraïne      | Neo          |
| Vadym Tsjoemasjenko  | 05-08-1989    | Oekraïne      | Neo          |

## Belangrijke overwinningen
| La Roue Tourangelle Winnaar: Vitalij Kondroet Triptyque des Monts et Châteaux 3e etappe: Joeri Agarkov Grote Prijs van Donetsk 1e etappe: Denys Kostjoek 2e etappe: Denys Kostjoek Eindklassement: Denys Kostjoek Flèche du Sud 2e etappe: Denys Kostjoek |

2007 · 2008 · 2009 · 2010 · 2011 · 2012 · 2013 · 2014 · 2015 · 2016